# Luke Skywalker
Luke Skywalker är en rollfigur i George Lucas Star Wars-filmsaga. Han är huvudperson i episoderna IV-VI och spelas av Mark Hamill.

## Biografi

### Tidiga år
Luke Skywalker är son till Anakin Skywalker och Padmé Amidala, han har även en tvillingsyster som heter Leia Organa. Han föds på Polis Massa, kort efter att hans far Anakin blivit värvad av Darth Sidious och blivit Darth Vader. Efter att modern dött beslutar Obi-Wan Kenobi och Yoda att de nyfödda barnen ska växa upp åtskilda för att skydda dem från kejsaren och fadern. Leia adopteras av den alderaanska kungafamiljen och Luke får växa upp hos Anakins styvbror Owen Lars, som är en vanlig bonde på planeten Tatooine. Varken Luke eller Leia har en aning om att de har ett tvillingsyskon när de växer upp. Luke har träffat Obi-wan, en del gånger i Tatooine.
Ungefär nitton år senare köper Lukes familj de förrymda och eftersökta robotarna R2-D2 och C-3PO från skrotsamlande Jawas och Luke dras in i kampen mot Imperiet och accepterar ett erbjudande från Obi-Wan att utbilda honom till Jediriddare. Obi-Wan berättar att Lukes far var en Jedi och inte en fraktpilot och att Darth Vader mördade honom.
Obi-Wan lejer piloten och smugglaren Han Solo för att ta sällskapet till planeten Alderaan, men Han Solos rymdskepp fångas in av Dödsstjärnan där Leia är fånge. De lyckas dock fly från Dödsstjärnan och Obi-Wan blir i en duell med Darth Vader dödad och hjälper sedan som röst i Lukes huvud honom att spränga Rymdimperiets supervapen Dödsstjärnan.
Senare uppenbarar sig den döde Obi-Wan för honom och säger att han ska resa till planeten Dagobah för att utbildas till Jediriddare hos Yoda. I Molnstaden på planeten Bespin möter han Darth Vader en första gång och förlorar högra handen i duellen och får av Vader höra att Luke är Vaders son. Hellre än att ansluta sig till fadern försöker Luke begå självmord genom att kasta sig utför en avgrund, men han räddas av Leia och hans förlorade högra hand ersätts av en mekanisk/konstgjord hand.
Vid Yodas dödsbädd får Luke bekräftat att Darth Vader verkligen är hans far och att Leia är hans tvillingsyster. Yoda berättar han också att han nu kan allt som är nödvändigt för att kunna besegra kejsaren och Darth Vader. Luke är emellertid övertygad om att det går att få fadern att återvända till den goda sidan. Detta grundar han på att Darth Vader valde att inte döda honom vid deras första möte trots att han hade chansen då Luke var försvarslös efter att ha förlorat högerhanden och sin ljussabel. Istället erbjöd han Luke att följa honom och gemensamt störta kejsaren.
Under sin andra duell mot Darth Vader på den nya Dödsstjärnan inför kejsaren Palpatine (Darth Sidious) själv försöker Luke omvända sin far till den goda sidan igen, och slutligen blir Vader omvänd. Som en sann Sith är kejsaren beredd att offra Vader för att istället få Luke som sin nye lärling. Detta försöker han frammana genom att provocera fram ett sådant raseri i Luke att han vill döda fadern.
Detta lyckas nästan. Luke är nära att döda Vader efter att denne hotat med att försöka omvända Leia men besinnar sig i sista stund och vägrar att lyda kejsarens befallning att döda fadern. I am a Jedi, like my father before me förklarar Luke. Som svar på detta inleder kejsaren en grym tortyr med sina Sithblixtar för att döda den unge Jedin. Luke är dock så stark i Kraften att han tål mycket mer än en "vanlig" människa utan att skadas svårt, men han plågas mycket och bönar fadern om hjälp. Till slut står inte Vader ut med att se sin son torteras till döds av kejsare Palpatine och istället dödar Vader själv kejsaren för att rädda Luke. Sonens övertygelse att kejsaren inte lyckades utplåna allt gott hos fadern visar sig därmed vara riktig, och Anakin uppfyller därmed profetian om att han ska störta Sithlorden.
Darth Vader som återigen blivit Anakin Skywalker skadas dock svårt i den korta striden och dör i Lukes famn medan de försöker fly från Dödsstjärnan. Anakin Skywalkers sista önskan är att Luke ska ta av honom masken så att han får se sin son med egna ögon. Luke går motvilligt med på det då han till varje pris vill rädda livet på Anakin. Innan Anakin Skywalker dör talar han om för Luke att sonen hade rätt i att kejsaren inte lyckades utplåna allt gott hos honom. Han ber också Luke att tala om det för sin syster. Luke flyr från Dödsstjärnan innan den sprängs och tar sig till skogsmånen Endor, där alla hans vänner befinner sig. På Endor kremerar Luke sin far så som man alltid gjort med döda Jediriddare. I slutet av Jedins återkomst när alla firar segern över det onda Rymdimperiet ser Luke tre döda gestalter som uppenbarar sig för honom - Obi-Wan, Yoda och hans far Anakin Skywalker.

### Efter slaget om Endor
I de många Star Wars-böcker som skrivits och där handlingen ofta utspelar sig många år efter händelserna i Jedins återkomst har Luke tränat upp många fler Jediriddare, gift sig med Mara Jade, fått barn och startat en "Jediakademi" på Yavin IV. Mesta tiden tillbringar han dock på Coruscant där även Leia bor. Tvillingsystern har gift sig med Lukes bäste vän Han Solo och Luke tränar även upp Leias och Han Solos barn Ben (Kylo Ren) till Jediriddare. Luke, Leia och Han Solo är med om mängder av äventyr tillsammans då det ofta dyker upp nya hot mot den demokratiska Republiken som efterträtt Imperiet som den största maktfaktorn i galaxen.

## Skådespelare
Luke Skywalker har spelats av fyra olika skådespelare.
Mark Hamill spelar Luke i Stjärnornas krig, Stjärnornas krig och fred, Rymdimperiet slår tillbaka, Jedins återkomst, Star Wars: The Force Awakens, Star Wars: The Last Jedi samt i en TV-reklam för boken Vector Prime. Hamill har även spelat Luke i ett antal komedisketcher som visats på TV. 1977, spelade han rollen kort i programmet The Donny and Marie Shows "Star Wars Tribute", och igen i ett avsnitt av Mupparna från 1980.
Aiden Barton spelar Luke som baby i Star Wars Episod III: Mörkrets hämnd

### Fotnoter
1. ↑  TT (12 december 2017). ”Hamill återigen Luke” (på svenska). Svenska dagbladet. https://www.svd.se/spelar-luke-40-ar-senare-jag-kan-rollen. Läst 14 juli 2018.